# Shay Haley
Sheldon Haley (Portsmouth, Virginia; 18 de diciembre de 1975), también conocido como Shade, es un músico estadounidense. Forma parte de la banda de rock y hip-hop N.E.R.D., junto a Pharrell Williams y Chad Hugo. A menudo se cuestiona su papel en la banda, pero en una entrevista de 2010, Williams declaró que Haley es «la raíz de la banda» y que «mantiene a todos con los pies en la tierra y unidos».

## Vida privada
En noviembre de 2010, se casó con Jackie García, exnovia del asesinado safety de la NFL Sean Taylor y sobrina del actor Andy García.